# 蕭暢
衡阳宣王萧畅（460年代—500年11月19日），字季达，梁文帝萧顺之第四子，梁武帝萧衍之弟，母为文獻皇后張尚柔。
生年不詳，僅知胞兄蕭衍464年生、母張氏471年卒。
萧畅仕齐，有美名，歷官太常、衛尉，封江陵县侯。永元二年（500年）十月，萧畅與長兄尚書令蕭懿一同被東昏侯殺害。天监元年四月八日（502年4月30日），萧衍建立梁朝，追赠萧畅侍中、骠骑大将军、开府仪同三司，追封衡阳郡王，谥宣王。

## 子孙
- 子：衡阳孝王萧元简
- 孙：衡阳王萧献

## 延伸阅读
[在维基数据编辑]
 《南史·卷51》，出自李延壽《南史》